# Ibaraki (thị trấn)
Ibaraki (茨城町 Ibaraki-machi) là thị trấn thuộc huyện Higashiibaraki, tỉnh Ibaraki, Nhật Bản. Tính đến ngày 1 tháng 10 năm 2020, dân số ước tính thị trấn là 31.401 người và mật độ dân số là 260 người/km2. Tổng diện tích thị trấn là 121,6 km2.